# غلوكسينية متناوبة الأزهار
غلوكسينية متناوبة الأزهار (الاسم العلمي:Gloxinia alterniflora) هي نوع غير مؤكد من النباتات تتبع جنس الغلوكسينية من الفصيلة الغزنرية.